# Jacques-Laurent Agasse
Jacques-Laurent Agasse (Genève, 24 april 1767 - Londen, 27 december 1849) was een Zwitserse kunstschilder uit de 19de eeuw.

## Biografie
Jacques-Laurent Agasse was de zoon van Philippe Agasse en van Catherine Audéoud en kleinzoon van Étienne Agasse. Hij stamt af van vermogende Schotse voorouders.
Hij was bevriend met Wolfgang Adam Toepffer en met Firmin Massot. Deze drie schilders schilderden meerdere werken gezamenlijk. Het landschap werd dan geschilderd door Toepffer, de figuren door Massot en de dieren door Agasse.
In Parijs trad hij op 5 september 1787 toe tot het atelier van Jacques-Louis David en werkte hij later voor Horace Vernet. Hij bleef in Parijs tot 1798, overigens het jaar waarop de Fransen zijn vaderland zouden binnenvallen.
Vervolgens trok hij in oktober 1800 naar Londen, omdat hij inging op het aanbod van een mecenas.

## Galerij

Schilderijen van Jacques-Laurent Agasse
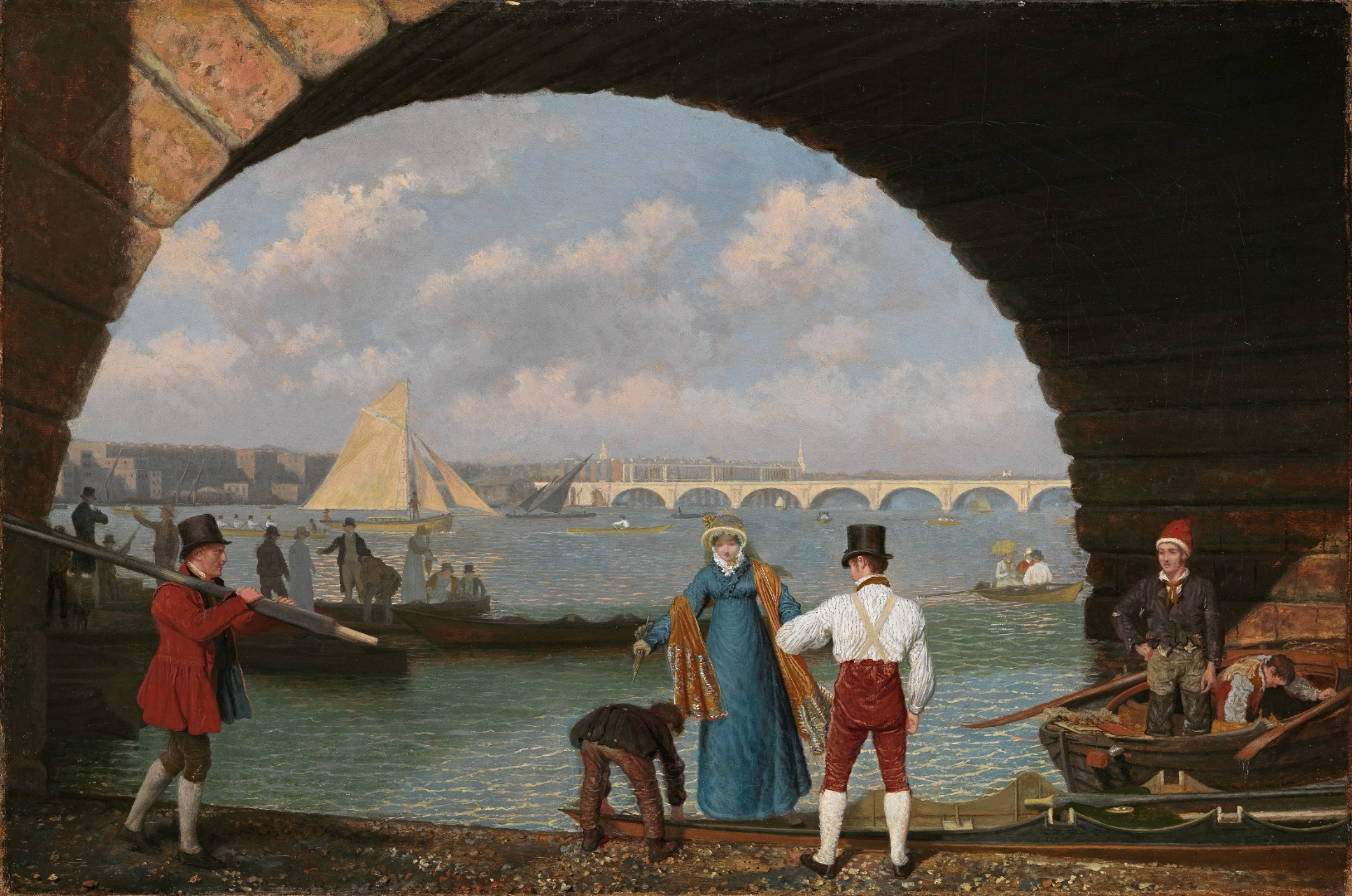
Landing at Westminster Bridge, 1818, olieverf op doek.
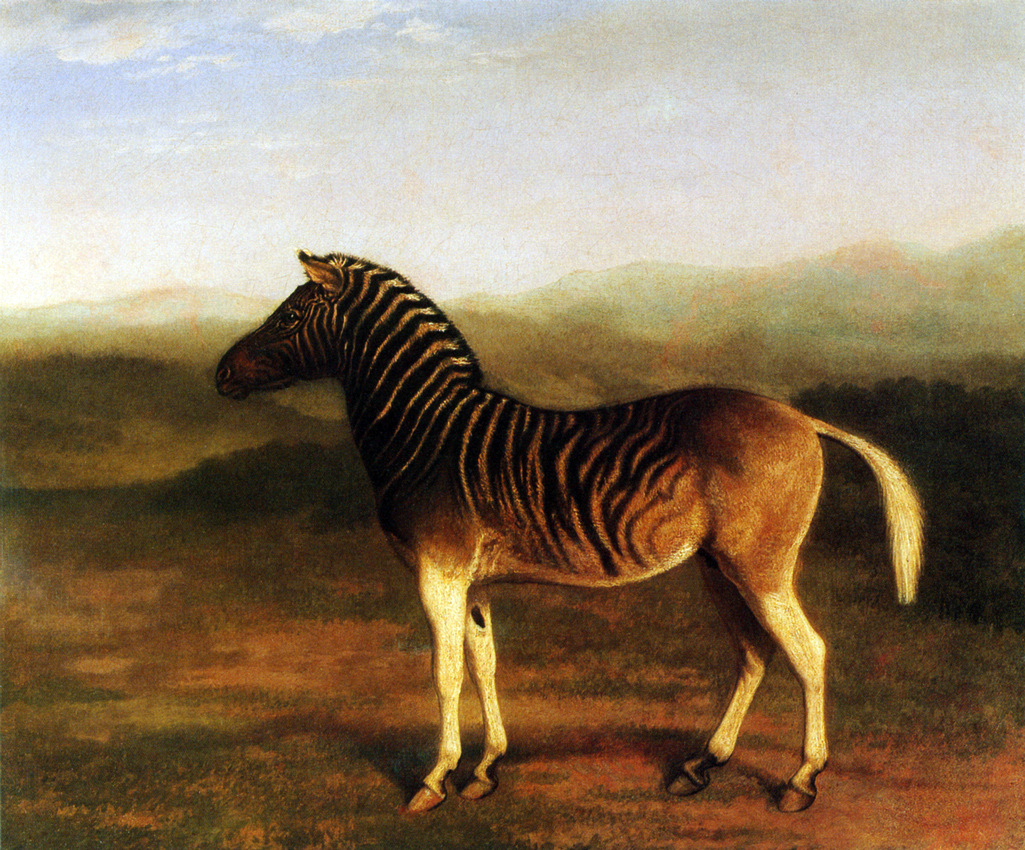
Mannelijke Quagga, vroege jaren 1800.
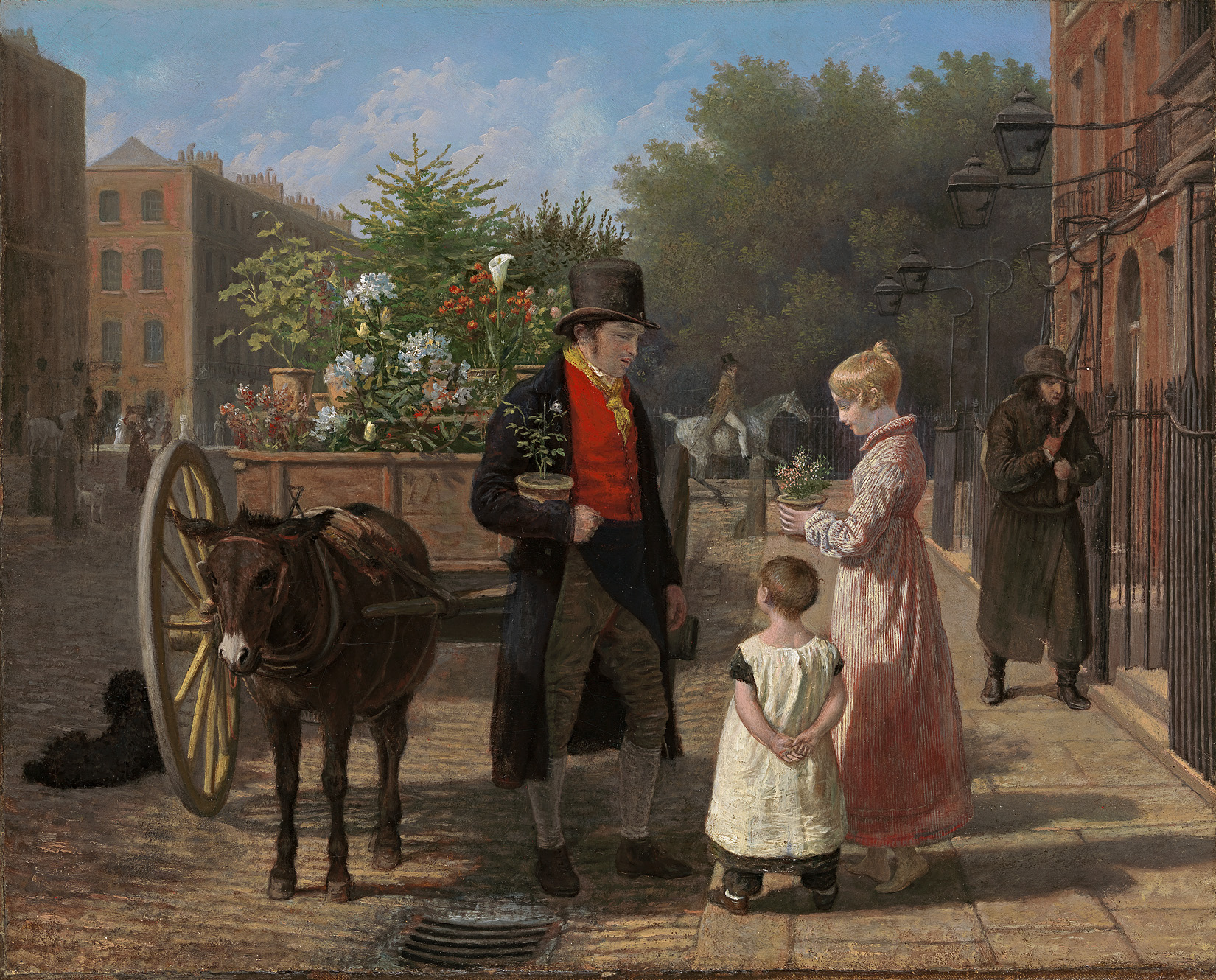
Bloemenverkoper, 1822, olieverf op doek.
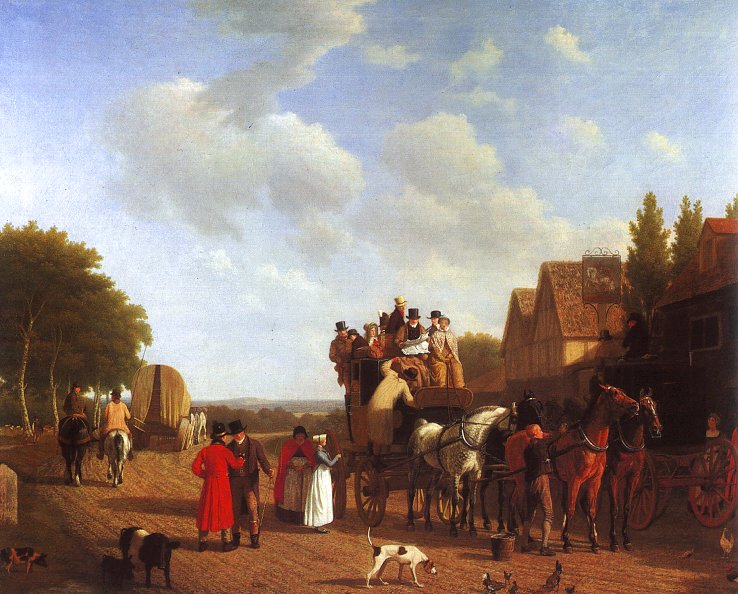
The Last Stage on the Portsmouth Road, 1815, olieverf op doek.
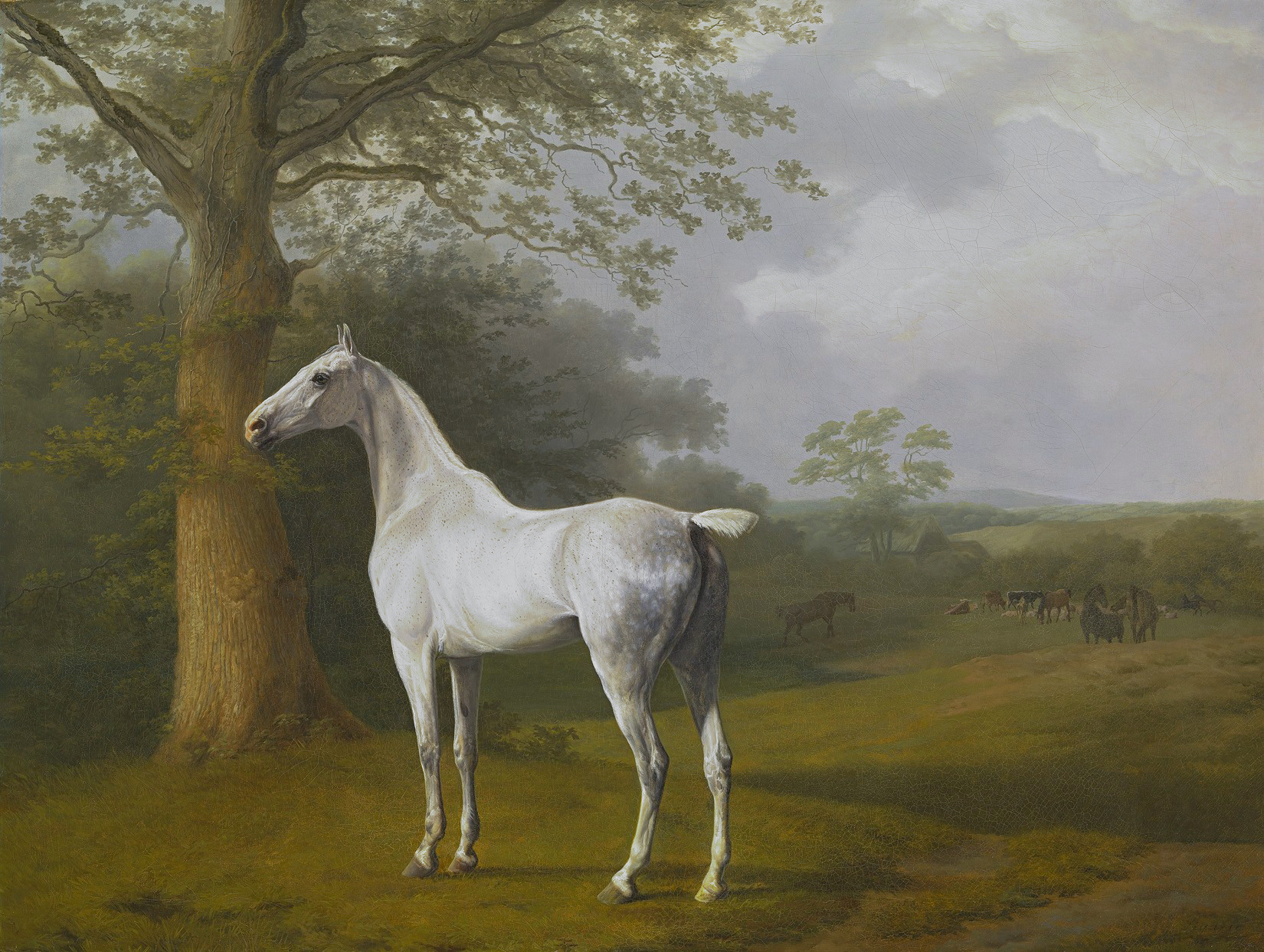
White Horse in Pasture, 1806-1807, olieverf op doek.
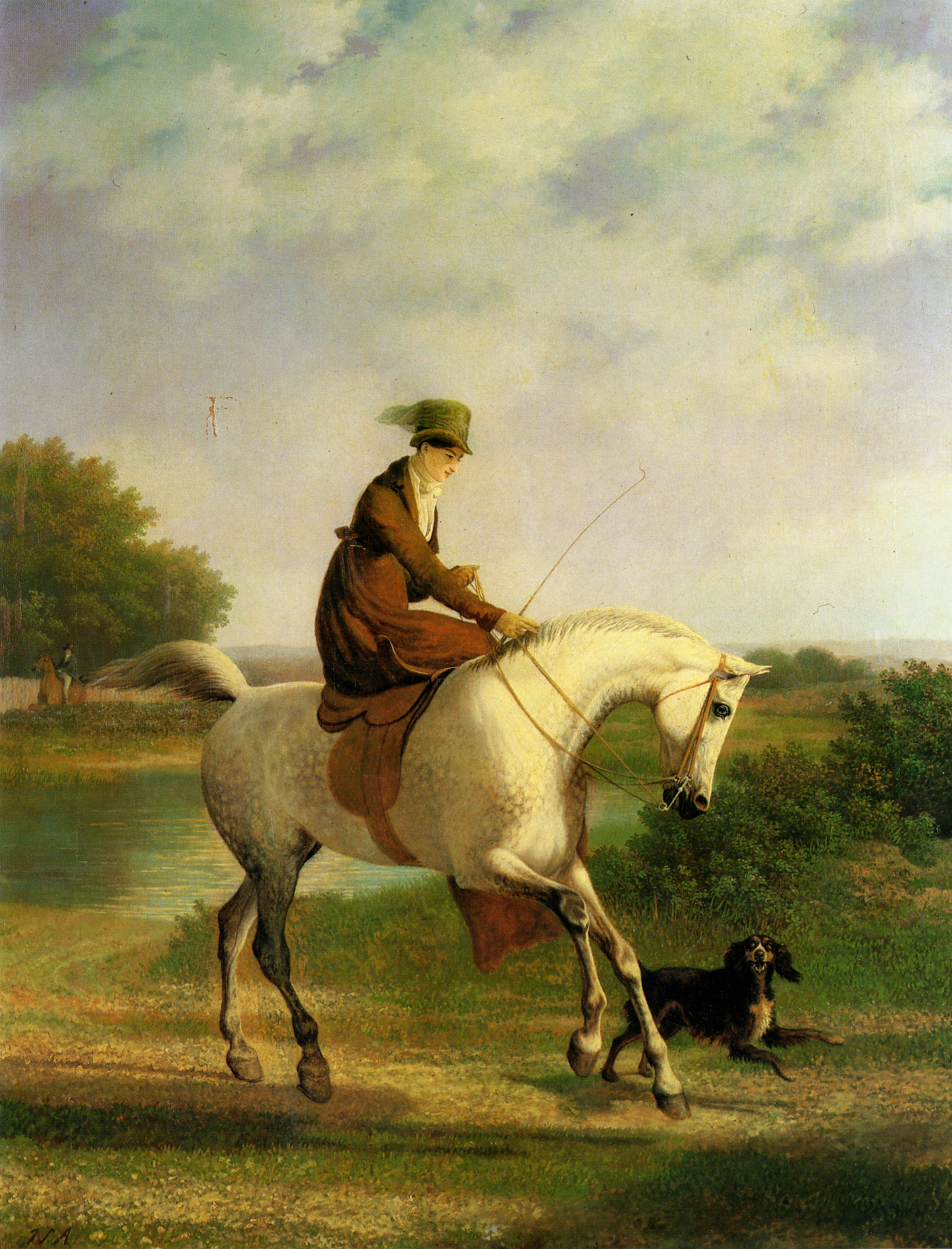
Emma Powles.
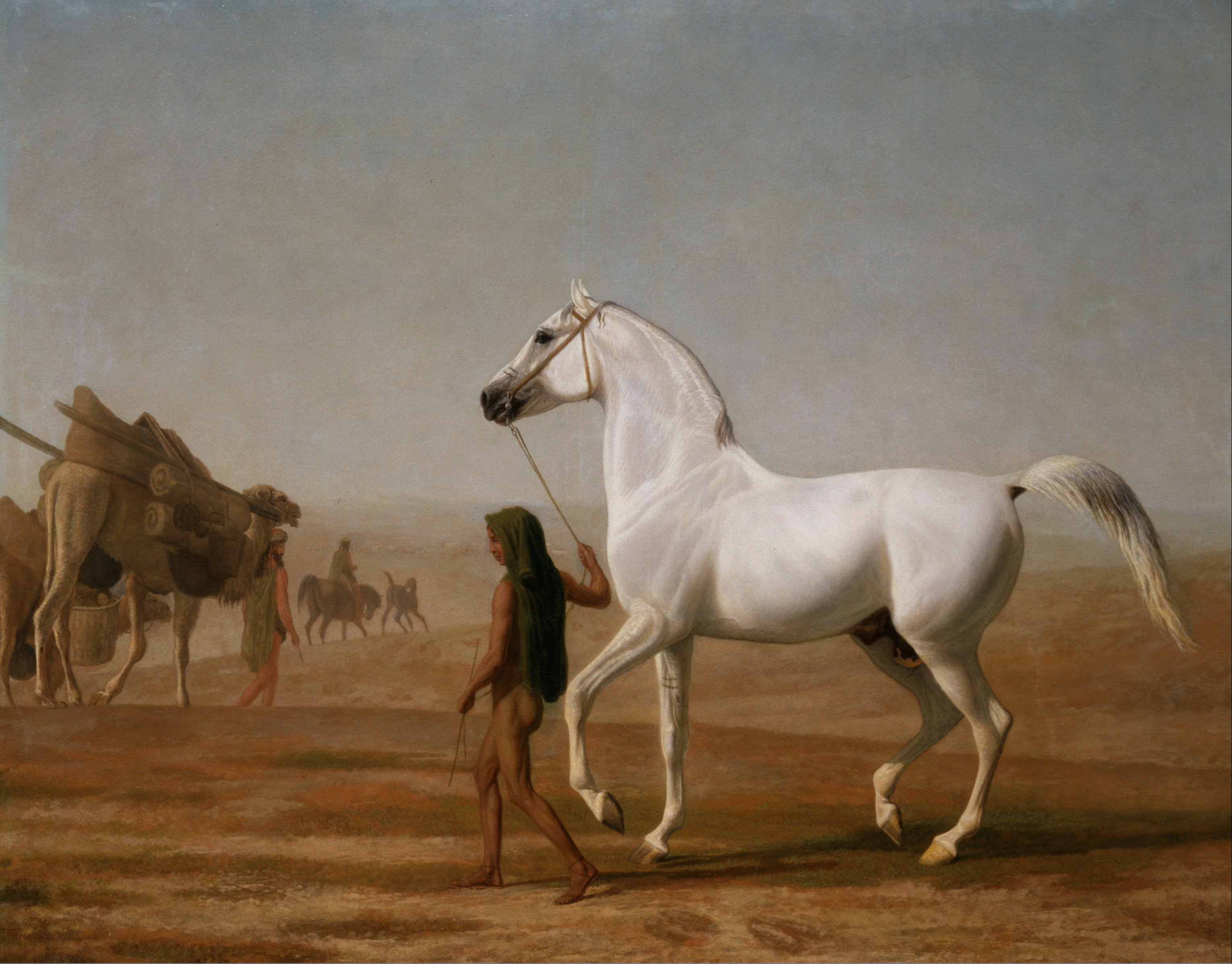
The Wellesley Grey Arabian Led through the Desert.
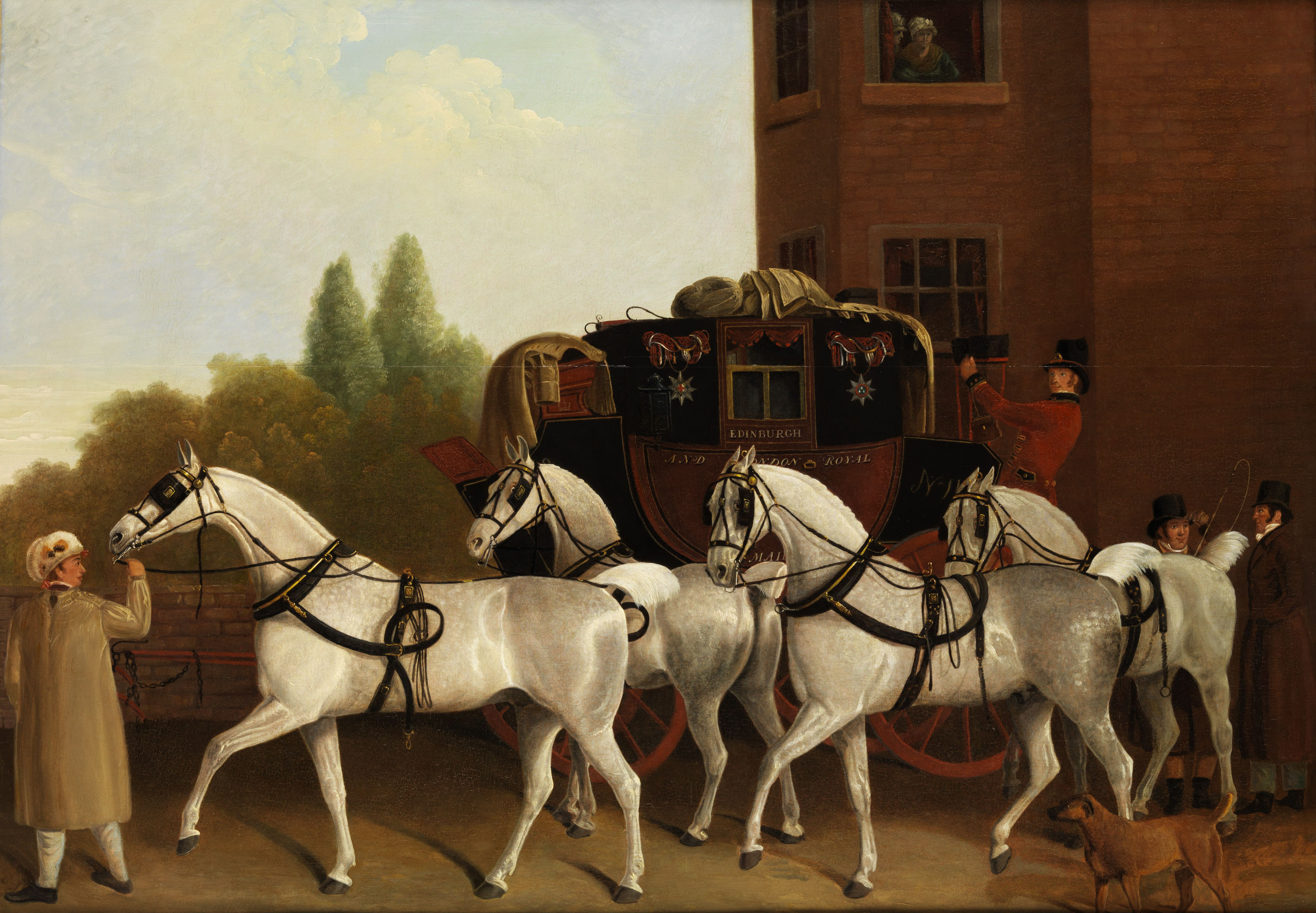
Edinburgh and London Royal Mail.
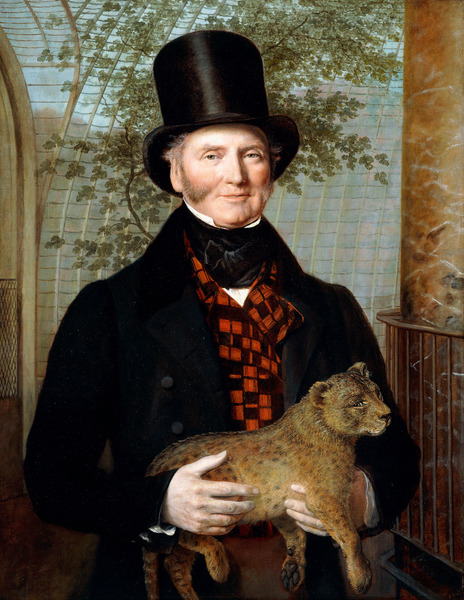
Edward Cross.
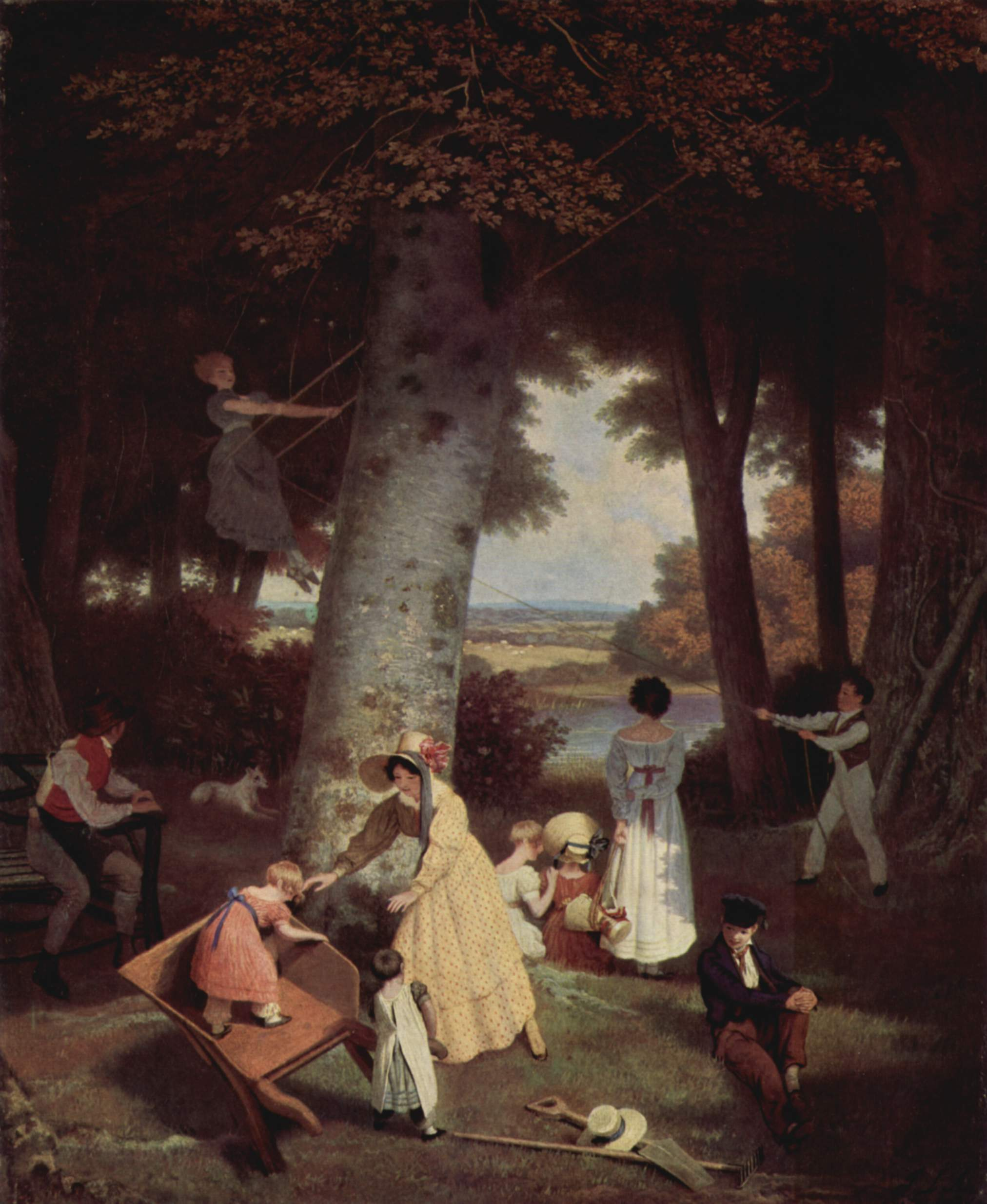
Der Spielplatz.
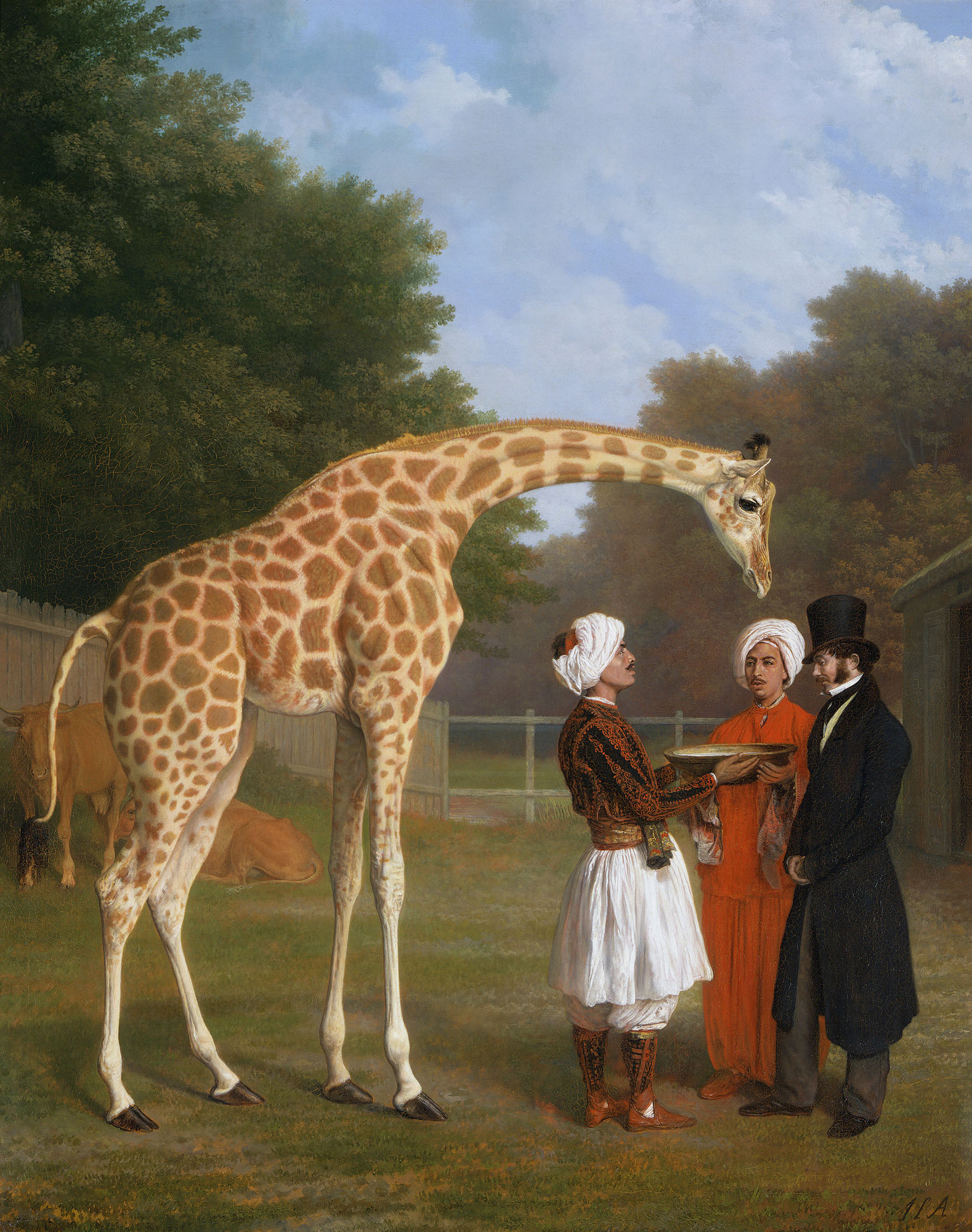
The Nubian Giraffe, 1827. Dit is een van de drie giraffen die Mohammed Ali van Egypte naar Europa bracht en die aan koning George IV van het Verenigd Koninkrijk. Een andere giraf werd geschonken aan koning Karel X van Frankrijk.

- Bibliothèque nationale de France: cb12167853b (data)
- Gemeinsame Normdatei: 118500988
- Historisch woordenboek van Zwitserland: 021971
- International Standard Name Identifier: 0000 0000 6678 1461
- Library of Congress Control Number: n82263608
- Nationale Bibliotheek van Israël: 987007446852005171
- Nederlandse Thesaurus van Auteursnamen: 070853304
- Réseau des bibliothèques de Suisse occidentale: 02-A002910695
- RKD-Nederlands Instituut voor Kunstgeschiedenis: 633
- SIKART: 4000008
- SNAC: w62597mj
- Système universitaire de documentation: 03021565X
- Union List of Artist Names: 500012871
- Virtual International Authority File: 62339687
- WorldCat: E39PBJhmFk63Pc6rvKrTHYXcfq